# 브랜디멜빌
브랜디멜빌(영어: Brandy Melville)은 이탈리아에서 설립된 여성 의류 기업이다. 2000년대 후반 미국 시장에 진출한 이후 특히 10대 여성 소비자 사이에서 큰 인기를 끌고 있다. 간결한 디자인, ‘원사이즈(One Size)’ 정책, 인스타그램 기반 마케팅을 통해 미국 소비자에게 다가가면서 국제적인 인기를 얻었다.
이 회사는 단 하나의 사이즈의 옷만 생산한다는 사이징 문제가 있고, 동시에 인종·차별 논란으로 비판도 받고 있다.

## 역사
브랜디 멜빌은 1980년대 후반 이탈리아 트레비소(Treviso)에서 실비오 마르산(Silvio Marsan)과 그의 아들 스테판 마르산(Stephan Marsan)에 의해 설립되었다. 브랜드명은 “브랜디(Brandy)”와 “멜빌(Melville)”이라는 가상의 커플 이름에서 유래한 것으로, 서구 청춘 로맨스의 감성을 내포하고 있다.
2009년 미국 캘리포니아주 로스앤젤레스 웨스트우드(Westwood)에 첫 매장을 오픈하며 미국 시장에 진출하였고, 이후 뉴욕, 샌프란시스코, 하와이 등 주요 도시로 빠르게 확장되었다. 2010년대 중반에는 전 세계 50개 이상의 매장을 운영하며 글로벌 브랜드로 성장하였다.

## 브랜드 철학 및 마케팅 전략
브랜디 멜빌은 ‘캘리포니아 틴’, ‘말리부 소녀’라는 키워드로 요약되는 미국식 청춘 감성을 내세운다. 주요 타깃은 13세에서 19세의 젊은 여성층이며, 제품 디자인은 미니멀하고 빈티지한 요소가 가미된 베이식 스타일이 중심이다.
브랜드는 전통적 광고보다 소셜 미디어(특히 Instagram)를 중심으로 마케팅을 전개한다. 소속 모델이자 매장 직원이 브랜드를 대표하는 콘텐츠를 제작하며, 유명 인플루언서보다 ‘일상적인 예쁨’을 갖춘 일반 소녀를 중심으로 자연스러운 브랜딩을 시도했다. 이 전략은 Z세대 소비자들에게 강한 호응을 얻었고, 계정 팔로워 수는 300만 명을 상회한다.
아리아나 그란데는 브랜디 멜빌을 착용하여 브랜드 홍보에 기여 중이다. 이와 함께 팩선(PacSun) 및 노드스트롬(Nordstrom)과 같은 유명 매장에서도 멜빌의 제품을 판매하고 있다. 회사 관계자가 공식적으로 인터뷰한 자료나 홍보용 언론 보도도 거의 없고, 직원들이 누구와도 회사의 역사나 CEO의 정체성에 대해 논의하는 것이 허용되지 않는다는 소문도 있다.

## 시장 및 타켓 인구 통계
브랜디 멜빌은 종종 “트렌드를 선도하고, 관련성이 높으며, 멋지고 빠른(fast)” 패션 브랜드로 묘사된다. 주요 소비자층은 트렌디한 스타일을 추구하는 10대 초반에서 중반의 여성으로, 특히 젊은 십대 소녀들 사이에서 높은 인기를 얻고 있다.
브랜드는 2023년 기준 약 2억 1,200만 달러 이상의 연매출을 기록하였으며, 전 세계적으로 약 100여 개의 매장을 운영하고 있다. 특히 브랜디 멜빌은 팬들 사이에서 ’코켓 미학(coquette aesthetic)’을 대표하는 브랜드로 간주된다.

제품 개발 및 소비자 리서치에는 10대 직원들이 핵심적인 역할을 수행하고 있으며, 일부 직원은 만 14세부터 활동한다. 이들은 브랜드가 젊은 소비자들의 감각에 부합하는 스타일을 유지하는 데 기여하고 있다. 
다양한 질문을 받고 솔직한 의견을 제시하는 게 가장 중요해요. - 세트스틴 스코르게(산타모니카 매장 직원) 

## 제품 및 사이징 정책
브랜디 멜빌의 대표적 특징은 ‘원사이즈(One Size)’ 정책이다. 대부분의 의류가 단일 사이즈로 제공되며, 이는 대개 미국 여성 사이즈 XSS, 한국 기준 4455에 해당한다. 아래는 대표 품목의 사이징 표이다.
| 제품군 | 가슴/허리 단면(cm) | 비고                         |
| ------ | ------------------ | ---------------------------- |
| 티셔츠 | 40–44 cm           | 크롭 스타일 포함             |
| 스커트 | 허리 60–66 cm      | 밴딩 포함, 허리 신축성 있음  |
| 청바지 | 허리 23–25인치     | 일부 John Galt 제품은 예외적 |

이러한 제한된 사이즈 정책은 포용성 결여 및 바디 이미지 왜곡 등의 문제를 야기했다. 특히 청소년기 소비자에게 자존감 저하, 섭식 장애 등의 부정적 영향을 줄 수 있다는 비판이 제기되어 왔다.

## 비판과 논란

### 체형과 인종에 대한 차별
브랜드는 체형 다양성을 존중하지 않고, 마른 백인 여성을 이상적인 모델로 상정한다는 비판을 받아왔다. 직원 채용 시에도 외모와 체형을 기준으로 선발한다는 내부 고발이 이어졌으며, 유색 인종이나 다양한 체형의 지원자가 차별받았다는 주장이 다수 제기되었다.
전직 브랜디 멜빌 매장 소유주에 따르면, CEO 스테판 마산(Stephan Marsan)은 흑인 고객이 매장에서 쇼핑하거나, 흑인 직원이 공개적으로 보이는 위치에서 일하는 것을 원치 않았다고 전해진다. 그는 이는 브랜드 이미지에 부정적인 영향을 줄 수 있다고 주장한 것으로 알려졌다.
또한, 마산과 일부 최고경영진은 ’브랜디 멜빌 농담(Brandy Melville Jokes)’이라는 제목의 그룹 채팅방에서 아돌프 히틀러와 홀로코스트에 대한 부적절한 농담을 나눈 사실이 보도되었다. 인사이더(Insider)가 검토한 약 150건의 메시지 스크린샷에 따르면, 히틀러가 언급된 메시지는 총 24건이었으며, 그중 일부는 마산의 얼굴을 히틀러의 몸에 포토샵으로 합성한 이미지도 포함돼 있었던 것으로 확인됐다. 이 이미지는 마산 본인이 직접 제작한 것으로 추정된다.

### 고용 착취 및 성희롱 의혹
이탈리아 프라토(Prato) 지역에서 중국 이민 노동자들이 열악한 환경 속에서 의류를 생산해왔다는 보도가 있었으며, 이는 브랜디 멜빌의 생산 시스템이 노동 착취 문제와도 연결되어 있다는 비판으로 이어졌다.
브랜드 내부에서는 성차별적 문화와 비윤리적인 경영이 이뤄졌다는 고발도 있었다. 2021년 Business Insider 보도에 따르면, 경영진은 직원의 외모를 기준으로 등급을 매기거나, 불법 촬영·성희롱 발언 등을 일삼았다는 증언이 공개되었다.
2025년 브랜디 멜빌의 한국 매장은 한국어를 못하고 영어로만 말하는 직원들로 인해 반발을 샀다.
또한 전직 직원들은 회사가 고용 및 근무 환경에서 차별적인 관행을 사용했다고 주장했다. 그들은 회사가 종종 젊고, 마르고, 백인 여성을 채용했으며, 이들 중 일부는 고객으로 쇼핑 중이던 사람들이었다고 밝혔다. Marsan은 뉴욕 플래그십 매장에서 매장을 내려다보는 사무실에 있었고, 그가 관심 있는 쇼핑객이 있을 때 직원에게 알리기 위해 계산대에 불빛을 설치했다고 한다. 고용된 후 직원들은 매일 착장 전신 사진을 Marsan에게 전송해야 했고, 그는 이 사진들을 휴대폰 폴더에 저장해두었다고 한다. 일부 직원들은 가슴이나 발 사진까지 요구받았다고 주장했다.

### 다큐멘터리 《Brandy Hellville & the Cult of Fast Fashion》(2024)
2024년 공개된 다큐멘터리는 브랜디 멜빌의 독특한 기업문화와 ‘청소년 소녀 신화’의 어두운 이면을 조명하며 큰 반향을 일으켰다. 브랜드가 체형 차별적 기준을 어떻게 구조화했는지, 어떤 방식으로 청소년의 정신건강을 해쳐왔는지를 보여준다.

2024년에 공개된 다큐멘터리.

영화에서는 다음과 같은 주장들이 제기되었다: 백인 직원이 비백인 직원보다 매장 전면부에서 근무할 가능성이 높았다는 점, CEO 스테판 마산(Stephan Marsan)이 여성 직원들의 전신 사진을 수집했다는 의혹, 뉴욕시 소재 회사 소유 아파트에서의 성폭력 사건, 외모를 기준으로 한 직원 채용 및 해고 결정 등이다. 또한 이 영화는 브랜디 멜빌의 패스트 패션 브랜드로서의 정체성과 그에 따른 사회적·환경적 영향을 함께 조명하였다.

## 사회적 영향과 소비자 반응
브랜디 멜빌은 Z세대 여성 소비자들에게 트렌디함의 상징이자 동경의 대상이기도 했다. 하지만 동시에 그 기준은 협소하고 배타적이라는 이유로 사회적 논란을 불러일으켰다

### 긍정적 반응
일부 누리꾼들은 유사한 디자인의 다른 브랜드보다 저렴해 소비자의 선택권을 확대한다는 측면에서 긍정적인 반응을 내놓기도 했다.
대학생 김서현(24) 씨는 "국내 브랜드보다 저렴하고 옷이 다양해서 좋다며 만약 이 브랜드가 싫다면 안 사면 그만이다. 세상엔 다양한 옷 브랜드가 있지 않나"라고 했다.
강력한 Z세대 팬덤과 커뮤니티 형성
- 브랜디 멜빌은 Z세대 사이에서 독특한 브랜드 정체성과 커뮤니티를 형성하며 인기를 끌고 있다. 특히 인스타그램과 TikTok을 통해 '브랜디 스타일'을 공유하는 팬들이 많으며, 이는 브랜드의 인지도를 높이는 데 기여하고 있다[30].

아시아 시장에서의 인기와 문화적 영향력
- 브랜디 멜빌은 중국과 한국 등 아시아 시장에서도 큰 인기를 얻고 있다. 특히 블랙핑크의 지수와 제니, 대만의 가수 오양나나(Ouyang Nana) 등이 브랜드의 스타일을 선보이면서, 젊은 세대 사이에서 '자신감 있는 패션'으로 인식되고 있다.[31]

### 부정적 반응

##### 페미니즘 운동 및 바디포지티브 운동과의 충돌
- 2010년대 중반부터 SNS를 중심으로 ‘Brandy Melville Doesn’t Fit Me’ 등의 해시태그 운동이 벌어졌다.[32]
- TikTok, Instagram, Reddit 등에서 Brandy Melville에 대한 경험 공유 및 비판 콘텐츠가 확산되며, “우리 세대는 침묵하지 않는다”는 분위기를 형성했다.

##### 불매 운동
- 미국과 유럽 일부 국가에서는 브랜디 멜빌이 대표하는 ‘얇은 몸’ 문화에 반발하여 소비자 불매 운동이 일시적으로 확산되었다.[8]
- Brandy Melville 불매 운동은 단순한 브랜드에 대한 분노를 넘어, 소비자의 도덕적 판단과 연대, 그리고 패션 산업의 구조적 문제에 대한 비판 의식이 결합된 상징적인 움직임이다. 이는 Z세대가 자신의 정체성과 가치관을 소비를 통해 적극적으로 표현하며, 더 나아가 사회를 변화시키는 데 기여할 수 있음을 보여준 사례라고 할 수 있다.
- 직장인 이은서(30)씨는“원사이즈 정책뿐 아니라 레이스와 리본, 곰돌이를 위주로 디자인된 옷을 보니 ‘예쁘고 마르고 어린 소녀만 입어주세요‘라는 일관된 메시지를 읽을 수 있었다”며 그런 브랜드에 돈을 쓰고 싶지 않다고 했다[33]

##### 정신건강에 대한 영향
- 학술 논문 및 언론 보도에서는 브랜디 멜빌이 청소년기 소비자에게 비현실적인 몸 기준을 제공하며, 우울감과 자존감 저하를 유발할 수 있다고 지적하였다.[7]
- 주 고객층인 10대~20대 초반 여성들은 브랜드의 마케팅에 영향을 받아, 마른 몸이 곧 '이상적', '예쁘다', '멋있다'는 인식을 내면화하게 되었고 이는 섭식장애(거식증, 폭식증), 낮은 자존감, 우울감 등의 정신 건강 문제로 이어진다.

##### 환경 파괴 및 비윤리적 생산
- 브랜디 멜빌은 패스트 패션(Fast Fashion) 브랜드로 분류되며, 환경 파괴와 노동 착취 문제에서도 비판을 받고 있다.[34]

- 특히, 이탈리아 프라토 지역에서 중국계 이민자 노동자들이 열악한 환경에서 의류를 생산하고 있다는 보도가 있었다.[35]

## 기업 구조 및 운영 현황[36][37][38]
브랜디 멜빌은 이탈리아에 본사를 둔 글로벌 패션 브랜드로, 미국 시장 진출을 통해 빠르게 성장하며 John Galt 등 서브 브랜드도 운영하고 있다.
| 항목           | 내용                          |
| -------------- | ----------------------------- |
| 본사 위치      | 이탈리아 트레비소             |
| 창립자         | 실비오 마르산(Silvio Marsan)  |
| CEO            | 스테판 마르산(Stephan Marsan) |
| 주요 시장      | 미국, 유럽, 아시아 일부       |
| 대표 브랜드    | Brandy Melville, John Galt    |
| 미국 진출 시기 | 2009년, LA 웨스트우드         |

이처럼 통합된 브랜드 전략과 글로벌 확장을 통해 10대 중심의 Z세대 소비자층을 사로잡았지만, 동시에 폐쇄적인 운영 방식과 외모 중심 문화로 인해 사회적 논란도 야기했다.

## 대한민국 진출 및 마케팅 전략
브랜디 멜빌은 2025년 1월 3일, 서울특별시 성동구 성수동 연무장길 101-1에 대한민국 첫 매장을 개점하였다. 이 매장은 성수역에서 도보 약 10분 거리에 위치하며, 총 3층 규모로 구성되어 있다. 1층은 의류 판매 공간이며, 2층과 3층은 피팅룸 및 일부 전시 공간으로 운영된다.
브랜드 특성상 매장 내 제품은 대부분 프리사이즈(One size)로 제공되며, 가격대는 미국 본사와 유사하게 책정되어 있다. 대표 제품인 크롭 티셔츠는 약 20달러(한화 약 25,000원) 수준이다.
전통적인 광고를 지양하고, 인스타그램, 틱톡 등 소셜 미디어를 활용한 바이럴 마케팅 전략을 통해 브랜드 인지도를 높이고 있다. 특히, 블랙핑크의 제니와 로제 등 유명 셀럽들이 브랜디 멜빌 제품을 착용한 모습이 공개되면서, 젊은 여성 소비자층 사이에서 큰 화제를 모았다. 2025년 1월 서울에 첫 매장을 오픈한 이후, 매장에는 평일 낮에도 많은 방문객이 몰리며 높은 관심을 보였다. 주요 고객층은 20대 초중반의 여성으로, 제품 가격은 상의 3만5만 원, 하의 4만6만 원대로 형성되어 있다. 일부 소비자들은 미국과 달리 상대적으로 합리적인 가격에 만족감을 나타냈다.
그러나 매장 운영과 관련된 몇 가지 이슈가 제기되기도 했다. 일부 고객들은 직원이 영어로만 응대하거나 한국어 질문에 응답하지 않는다는 점, 그리고 환불이 불가하고 교환이나 온라인 포인트로만 처리된다는 점 등에 대해 불편을 호소했다. 이에 대해 매장 측은 “한국 본사 직영 매장이 아닌 관계로, 다른 국가에서 파견된 직원들이 운영을 지원하고 있으며, 점차 한국인 직원을 확대 채용할 예정”이라고 밝혔다. 브랜디 멜빌의 사이즈 정책 역시 국내외에서 지속적인 논란의 대상이 되고 있다. 제품 대부분이 ‘원 사이즈’로 구성되어 있으며, 한국 기준으로 44~55 사이즈 정도에 해당하는 옷들이 주를 이룬다. 이러한 사이즈 기준은 체형 다양성을 충분히 반영하지 못한다는 비판을 받아 왔으며, 일부 전문가들은 극단적 체중 감량을 유도할 수 있다는 점에서 우려를 표하고 있다.

## 운영 및 프랜차이즈 집계[45]
| 지역                                                                 | 위치 수 |
| -------------------------------------------------------------------- | ------- |
| 아시아(일본(도쿄), 싱가포르, 중국(상하이, 베이징), 홍콩, 한국(서울)) | 6       |
| 호주(시드니, 멜버른)                                                 | 2       |
| 오스트리아(비엔나)                                                   | 1       |
| 벨기에                                                               | 1       |
| 캐나다(브리티시 컬럼비아, 온타리오, 퀘벡)                            | 3       |
| 프랑스(파리 + 리옹)                                                  | 3       |
| 독일(뮌헨)                                                           | 1       |
| 이탈리아                                                             | 20      |
| 네덜란드                                                             | 2       |
| 노르웨이(오슬로)                                                     | 1       |
| 포르투갈(리스본)                                                     | 2       |
| 스페인                                                               | 6       |
| 스웨덴(스톡홀름)                                                     | 1       |
| 스위스                                                               | 4       |
| 영국(런던)                                                           | 4       |
| 미국                                                                 | 40      |